# Cristo Rei do Pantanal

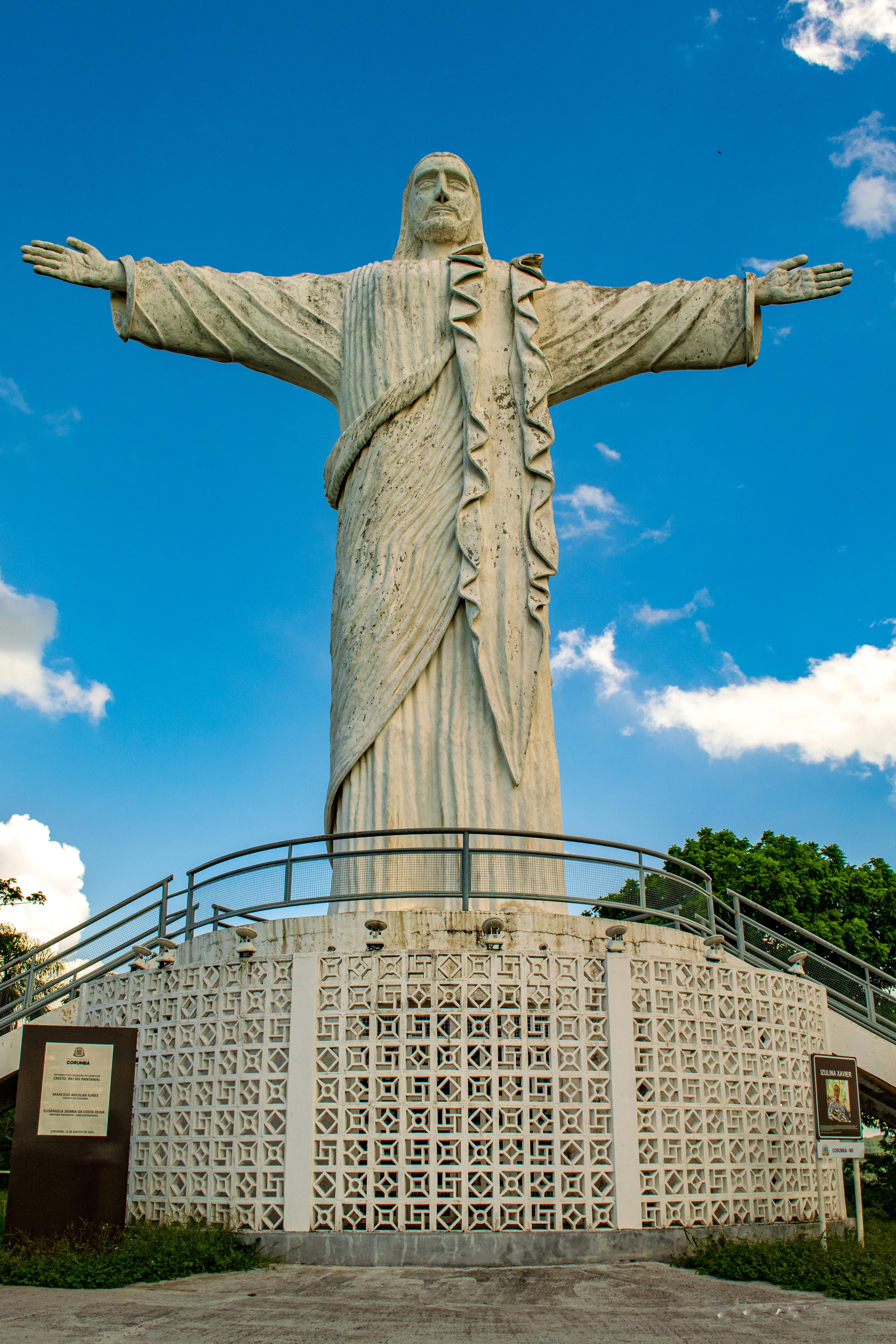

Cristo Rei do Pantanal é uma estátua monumental localizada em Corumbá, Mato Grosso do Sul, Brasil. A estátua, que tem 12 metros de altura, está situada no topo do Morro do Cruzeiro, a 293 metros de altura, oferecendo uma vista panorâmica de 360 graus da região, incluindo Corumbá, Ladário, Bolívia e o Pantanal.

## História
A estátua foi confeccionada pela artista Izulina Xavier e é composta por 72 esculturas, sendo 71 representando a Via Sacra e a estátua principal do Cristo Rei. O trajeto até a estátua também é um atrativo, com esculturas ao longo do caminho que representam as 14 estações da Paixão de Cristo.